# Quintus Fabius Vibulanus (consul en -467)
Pour les articles homonymes, voir Fabius Vibulanus.
Quintus Fabius Vibulanus est un homme politique romain du Ve siècle av. J.-C. qui a atteint trois fois le consulat, en 467, 465 et 459 av. J.-C. Il devient ensuite un des decemviri entre 450 et 449 av. J.-C.

## Famille
Il appartient à la gens des Fabii, une ancienne famille dont les origines remontent à la Monarchie et qui affirme descendre d'Hercule et Évandre, et par ce dernier de Mercure,. Il est le fils de Marcus Fabius Vibulanus, consul en 483 et 480 av. J.-C., qui monopolise le consulat de 485 à 479 av. J.-C., avec ses frères Quintus Fabius Vibulanus, consul en 485 et 482 av. J.-C. et Kaeso Fabius Vibulanus, consul en 484, 481 et 479 av. J.-C.
La gens patricienne des Fabii est pratiquement anéantie en 477 av. J.-C. lors de l’expédition des 306 Fabiens contre la ville étrusque de Véies, à la bataille du Crémère. Quintus Fabius Vibulanus n’a pas pris part à cette expédition militaire en raison de son jeune âge bien que, étant donné son élection au consulat dix ans plus tard, on puisse supposer qu’il était déjà adolescent. La bataille met un terme à l'hégémonie des Fabii dont le nomen disparaît des fastes consulaires pour les douze années suivantes, jusqu'à ce que Quintus Fabius parvienne au consulat en 467 av. J.-C.,. Sa descendance reconstitue la gens Fabia,. Son fils, Numerius Fabius Vibulanus, est consul en 421 av. J.-C.

## Biographie

### Premier consulat (467)
Quintus Fabius Vibulanus est élu consul dix ans après le désastre du Crémère (clades Cremerensis) en 467 av. J.-C. avec Tiberius Aemilius Mamercinus pour collègue. Vibulanus mène une expédition contre les Èques, les forçant à une paix qu’ils dénoncent aussitôt, tandis que Mamercinus affronte les Sabins.
Pendant ce temps, à Rome, Les tribuns de la plèbe revendiquent l’attribution de terres pour le peuple. Les consuls Mamercinus et Vibulanus calment l’agitation en décidant la création d’une colonie près d’Antium, sur les territoires volsques conquis l’année précédente. Les lots de terrain de cette colonie sont attribués aux plébéiens qui sont volontaires pour s’y installer. La répartition et l'attribution des lots sont confiées aux triumviri agro dando créés pour l'occasion : Titus Quinctius Capitolinus Barbatus, Aulus Verginius Tricostus Caeliomontanus et Publius Furius Medullinus Fusus.

### Deuxième consulat (465)
Vibulanus est de nouveau élu consul en 465 av. J.-C. avec Titus Quinctius Capitolinus Barbatus. L'année passée, Vibulanus a été envoyé comme ambassadeur auprès des Èques pour demander réparation au nom de la République romaine pour les dommages causés par leurs raids,,. Devant le refus de négociations des Èques, Vibulanus est chargé de mener campagne sur leur territoire l'année suivante, lors de son deuxième consulat. Les deux consuls les affrontent près du mont Algide, laissant Quintus Servilius à Rome en tant que Praefectus Urbi.

### Première préfecture de la Ville (462)
En 462 av. J.-C., il assure la garde de Rome comme Praefectus Urbi pendant que les consuls, aidés des Herniques et des Latins, mènent une campagne contre les Volsques,. Cette année-là, le tribun de la plèbe Caius Terentilius Harsa provoque une certaine agitation en proposant de créer une commission de cinq personnes destinée à définir par écrit les pouvoirs des consuls, afin de limiter leur arbitraire. Cette Lex Terentilia est immédiatement critiquée par Vibulanus qui fait repousser les débats en raison de l’absence des consuls. Pendant les années suivantes, les patriciens multiplient les manœuvres dilatoires pour repousser le vote de cette loi, malgré la pression des tribuns de la plèbe et l’agitation populaire croissante.

### Troisième consulat (459)
En 459 av. J.-C., Vibulanus est consul pour la troisième fois, aux côtés de Lucius Cornelius Maluginensis Uritus Cossus. Les tribuns de la plèbe Aulus Verginius et Marcus Volscius Fictor excitent le peuple pour que le projet de la Lex Terentilia soit voté. Les Volsques, aidés des Èques, tentent de reprendre le contrôle de la nouvelle colonie romaine d'Antium, l'ancienne capitale volsque, qui menace de trahir. Les consuls obtiennent laborieusement des tribuns de mettre le projet de loi de côté le temps nécessaire pour mener la guerre. Vibulanus affronte les Volsques et les Èques, emmenant ses légions devant Antium, tandis que son collègue reste à Rome. Il défait tout d'abord les Volsques, qui n'ont pas pu effectuer leur jonction avec les Èques.
Mais pendant ce temps, ces derniers prennent par surprise la citadelle de Tusculum et Vibulanus abandonne son camp pour venir au secours de la ville, qui, l'année précédente, a pris les armes avant Rome pour libérer le Capitole des mains d'esclaves et de bannis commandés par des Sabins. Assiégés dans leur camp et dans la citadelle, les Èques, affamés au bout de quelques mois, abandonnent leurs positions et sont anéantis. Laissant Lucius Lucretius Tricipitinus à la tête de Rome en tant que Praefectus Urbi, les deux consuls ravagent ensuite les territoires èque et volsque, mettant ainsi fin à la guerre. Les deux consuls célèbrent un triomphe à leur retour à Rome,.
Denys d'Halicarnasse rapporte une version un peu différente pour les évènements de cette année, en accord avec les Fasti triumphales. Selon lui, Antium se rebelle contre Rome à l'approche de l'armée volsque et est soumise par Maluginensis qui obtient l'honneur de célébrer un triomphe pour sa victoire sur les Antiates volsques,.

### Deuxième préfecture de la Ville (458)
En 458 av. J.-C., il est l'un des ambassadeurs, avec Publius Volumnius Amintinus Gallus et Aulus Postumius Albus Regillensis, envoyés auprès des Èques qui viennent, une nouvelle fois, de rompre un traité de paix. Mais le chef èque les renvoie sans les écouter. Les Sabins viennent ensuite aux portes de Rome piller le territoire romain et devant la menace, le Sénat fait désigner un dictateur, Lucius Quinctius Cincinnatus,. Il défait tous les ennemis de Rome et sauve une armée consulaire, rentre en triomphe et abdique après seulement seize jours. Pendant ce temps, en l’absence des consuls et du dictateur, Vibulanus est à nouveau nommé préfet de la Ville. Il remplace ensuite un des deux consuls, Lucius Minucius Esquilinus Augurinus, qui a abdiqué après son échec face aux Èques, et prend le commandement de son armée au mont Algide,.

### Décemvirat (450 à 449)
Les tribuns de la plèbe acceptent de renoncer au projet de Lex Terentilia contre la mise par écrit des lois de Rome par une commission de dix membres, les decemviri. Après une année de travail législatif, cette commission est prolongée en 450 av. J.-C. pour terminer la rédaction de la Loi des Douze Tables.
Selon Tite-Live et Denys d'Halicarnasse, Vibulanus est élu pour faire partie de la deuxième commission. Diodore de Sicile ne mentionne pas son nom, mais il ne donne que sept noms sur les dix. Le decemvir Appius Claudius Sabinus qui préside la commission donne alors une tournure despotique au pouvoir du décemvirat. Malgré les protestations populaires, brutalement réprimées, et les réticences d’un Sénat romain mis à l’écart, les decemviri se maintiennent en place bien que leur mission législative soit achevée. Les guerres extérieures déclarées par les Sabins et les Èques finissent par disperser les decemviri qui sont envoyés combattre sur divers fronts. Vibulanus reçoit le commandement de l’armée contre les Sabins, mais ses soldats préfèrent subir une défaite pour manifester leur opposition aux decemviri, puis reviennent s’installer sur l’Aventin lors de la deuxième sécession de la plèbe, face à Rome, défiant le despotisme d'Appius Claudius Sabinus.
En 449 av. J.-C., les décemvirs, totalement déconsidérés et dépourvus de soutien, sont contraints à la démission par les tribuns et le Sénat, puis s’exilent tandis que leurs biens sont confisqués. Cet exil marque la fin de la carrière politique de Quintus Fabius Vibulanus. Malgré ce déshonneur, des membres de la gens Fabia continuent d'atteindre les plus hautes sphères du pouvoir au cours des siècles suivants.
Dans son récit, Tite-Live ménage Vibulanus et ne l'associe pas aux exactions commises par les decemviri. Toute la responsabilité est rejetée sur Appius Claudius Sabinus nommément ou sur les decemviri dans leur ensemble, sans qu'un nom en particulier ne soit précisé, y compris en ce qui concerne l’assassinat de l’opposant plébéien Lucius Siccius dans l’armée commandée par Vibulanus. Tite-Live crédite même ce dernier d’avoir « un certain sens moral, et de n’être pas foncièrement mauvais. Cet homme, qui avait fait preuve de compétences exceptionnelles dans la vie politique comme à l’armée, avait tellement changé au contact de ses collègues ». Cette description plutôt favorable de Vibulanus peut s'expliquer par le fait qu'une des principales sources de Tite-Live pour cet épisode est l’historien Quintus Fabius Pictor, membre de la gens Fabia et descendant de Quintus Fabius Vibulanus,.

### Auteurs antiques
- Tite-Live, Histoire romaine, Livre III, 1-2/8-9/22-29/41-42 sur le site de l'Université de Louvain

### Auteurs modernes
- (fr) Françoise Wycke-Lecocq, La gens Fabia à l'époque républicaine, de la légende à l'histoire : Recherches sur la représentation littéraire d'une grande famille patricienne romaine, Université Paris IV-Sorbonne (thèse de Doctorat 3e cycle, dir. Jean Beaujeu), 1986
- (en) T. Robert S. Broughton, The Magistrates of the Roman Republic : Volume I, 509 B.C. - 100 B.C., New York, The American Philological Association, coll. « Philological Monographs, number XV, volume I », 1951, 578 p.
- (fr) Jean-Claude Richard, « Denys d'Halicarnasse et le dies Cremerensis », Mélanges de l'École française de Rome - Antiquité, vol. 101,‎ 1989, p. 159-173
- (fr) Dominique Briquel, « Tite-Live II, 44-48 - Denys d'Halicarnasse IX, 6-13 : Essai d'analyse d'un récit de bataille », Latomus, vol. 59,‎ 2000, p. 858-872 (lire en ligne)
- (fr) Jean-Claude Richard, « Historiographie et histoire : L'expédition des "Fabii" à la Crémère », Latomus, vol. 47,‎ 1988 (lire en ligne)
- (fr) Fabien Davier, « Droit romain et transposition sémantique », dans Les écrits catholiques de Tertullien : formes et normes, Université de Franche-Comté (Thèse de doctorat, dir. Antonio Gonzales), 2009
- (es) Jorge Martinez-Pinna Nieto, « Sobre el origen mitico de la gens Fabia », dans Mito y ritual en el antiguo Occidente mediterraneo, Malaga, 2002 (ISBN 84-7496-969-7), p. 117-142
- (en) A. Alföldi, Early Rome and the Latins, Ann Arbor, 1963